# Deza
Deza – gmina w Hiszpanii, w prowincji Soria, w Kastylii i León, o powierzchni 118,15 km². W 2011 roku gmina liczyła 262 mieszkańców.